# Voiello
Voiello è un'impresa alimentare italiana, fondata a Torre Annunziata nel 1879 da Giovanni Voiello.

Produttrice di pasta secca, il marchio dal 1973 è di proprietà della multinazionale italiana Barilla.
I prodotti sono fabbricati prevalentemente nello stabilimento produttivo di Marcianise, in provincia di Caserta.

## Storia

### Un falso storico
Per anni, si era creduto che le origini della famiglia Voiello fossero svizzere, la cui storia riportata su molti mass-media è pressappoco questa:
Ma questa tesi in realtà, tramandata nei decenni oralmente, non fu mai suffragata da fonti e documenti certi, rivelandosi un clamoroso errore storico.

Nel 2023, ricercatori del Centro Studi Nicolò d'Alagno di Torre Annunziata, terminavano uno studio sulle origini della famiglia Voiello, le quali risultavano essere campane.
Tramite ricerche genealogiche a ritroso, attraverso la consultazione di documenti anagrafici ed ecclesiastici, oltre ad un lavoro di ricerca all'interno del fondo Voiello dell'archivio storico della Barilla di Parma, proprietaria del marchio. Ulteriori informazioni furono ricavate dall'Archivio Centrale dello Stato, dagli archivi storici comunali di Napoli, Gaeta, San Giovanni a Teduccio, Sesto San Giovanni, Torre Annunziata, Torre del Greco e dall'archivio della Basilica Ave Gratia Plena.

### Da Gaudiello a Vojello
Tra il 1761 ed il 1763, tra le maestranze che contribuirono alla costruzione della Real Fabbrica d'Armi di Torre Annunziata, c'era Felice Pietro Antonio Gaudiello, nato nel 1742 da Emanuele Gaudiello, un abitante di Bracigliano, dedito ad agricoltura e pastorizia, considerato a tutti gli effetti il capostipite della famiglia Voiello.
Felice Pietro Antonio nel 1763 sposò Santa de Luca di Torre Annunziata, dalla cui unione nacquero due figli, Teodoro Giuseppe Sabatino Gaudiello nato il 24 marzo 1764 ed Antonio Giovanni Gaudiello nato il 16 ottobre 1766. È qui che gli studiosi constatarono, che Teodoro Giuseppe Sabatino ed Antonio Giovanni, nonostante furono registrati all'anagrafe con il loro vero cognome (Gaudiello), negli atti di battesimo riportati sulle carte amalfitane della Basilica Ave Gratia Plena, l'officiante reverendo Domenico Ammendola, li registrò con il cognome Vojello. Da quel momento in poi il cognome Gaudiello sparì per sempre.
Dei due fratelli, si hanno notizie solo su Teodoro Giuseppe Sabatino Vojello, che seguì le orme del padre, trovando impiego nell'opificio borbonico. Il 7 febbraio 1785 sposò Rachele Liucci da cui ebbe sette figli, tra cui Andrea Raffaele Antonio Vojello nato nel 1799.
A Torre Annunziata oltre alla fabbrica d'armi, alla fine del XVIII secolo, anche grazie alla costruzione del Canale Conte di Sarno, si era sviluppata una fiorente attività di pastificazione che assorbiva un'ingente manodopera, per le opere di produzione della farina, dei suoi derivati e delle paste secche. Ed è proprio in queste attività, che Andrea Raffaele Antonio Vojello trovò impiego come maccaronaro e semolaro, il quale nel 1822 sposò Maria Maddalena Ramirez da cui ebbe 4 figli, tra cui Teodoro Antonio Nunziato Vojello nato nello stesso anno.
Con la morte improvvisa di Andrea avvenuta nel 1829, la famiglia si accorse che in alcuni importanti documenti il cognome Vojello fu travisato in Ioviello e Ioriello, riuscendo ad apportare le dovute correzioni solo nel 1846 grazie ad una sentenza del tribunale civile di Napoli.
Teodoro Antonio Nunziato, come i suoi antenati, trovò impiego come armiere nella Real Fabbrica d'Armi di Torre Annunziata. In seguito ai moti del 1848 fu trasferito presso il nuovo opificio di Pietrarsa, ed in seguito al matrimonio contratto nel 1851 con Rosa Carotenuto, con la famiglia si trasferì a San Giovanni a Teduccio. Teodoro e Rosa ebbero 4 figli, tra cui Giovanni nato nel 1859.
Teodoro, divenuto nel frattempo sergente, in seguito all'annessione del Regno delle due Sicilie al Regno d'Italia, deve scegliere tra la vita militare o il congedo, scegliendo quest'ultimo. Rimasto inizialmente a Gaeta, dove vide la luce il suo ultimo figlio Vincenzo, sul finire degli anni sessanta del XIX secolo ritornò nella vecchia abitazione di Torre Annunziata, impiegandosi nell'attività molitoria e pastaia che assorbiva un'abnorme manodopera, in quanto nel frattempo la città oplontina era divenuta un polo alimentare tra i più importanti del meridione. Intanto già dal 1865 il cognome perse la j trasformandosi in Voiello.

### La fondazione del pastificio
Forse anche al seguito del padre Teodoro, Giovanni Voiello imparò i rudimenti della produzione della pasta, trovando impiego in vari pastifici. Aiutato dal padre e dal fratello Vincenzo, nel 1878 decise di mettersi in proprio aprendo un piccolo opificio in un casamento di proprietà della famiglia Filangieri, a ridosso del corso Umberto I di Torre Annunziata. Il 21 gennaio 1900 la produzione venne trasferita in contrada Maresca, in una proprietà acquistata dalla Banca Commerciale di Torre Annunziata. che in seguito prese il nome di "Antico Pastificio Giovanni Voiello".
Nel 1910 Giovanni Voiello costruì un proprio molino in una zona nei pressi del porto di Torre Annunziata, scalo dove viene scaricato il grano Taganrog importato dalla Russia, sostituito in seguito con il grano Manitoba proveniente dal Canada, portando la produzione del pastificio a 30.000 quintali di pasta, venduta solo sulla piazza di Napoli.
Nel 1915 entrò in azienda Attilio Voiello, figlio di Giovanni, in un periodo di crisi dovuto alla Grande Guerra e protrattosi fino a circa il 1924. In questo periodo, in cui molti opifici torresi esportano i loro prodotti oltreoceano, Voiello ampliò la produzione attraverso l'introduzione di quelle moderne tecnologie che gradualmente aumentarono la diffusione del prodotto. Da Napoli e la Campania, la pasta Voiello raggiunse Milano, Torino, Bergamo, Genova, Firenze e Brescia. Nel 1931 la Voiello è presente con un proprio stand all'interno della Fiera Campionaria di Milano.
Se la prima guerra mondiale non scalfì lo stabilimento torrese, la seconda lo distrusse quasi del tutto: negli anni cinquanta la produzione era infatti crollata da 20.000 a 10.000 quintali.

### La cessione alla Barilla
All'inizio degli anni settanta gli impianti vecchi e obsoleti richiedevano una modernizzazione, poi realizzata nel 1973 grazie all'incontro con la Barilla, che rilevò l'azienda, subentrando nella gestione della società e ampliando gli stabilimenti, che furono spostati in Terra di Lavoro presso Marcianise.
Nel 2014 la Voiello produsse pasta utilizzando solo grano italiano, proveniente principalmente da Abruzzo, Molise, Puglia e Campania.

Nel 2022 lo stabilimento casertano vantò una produzione di 104.153 tonnellate di pasta, ed una produzione giornaliera di 500 mila pacchi.

## L'archivio
La documentazione prodotta da Voiello, assieme a quella relativa agli altri marchi dello stesso comparto produttivo che, a partire dagli anni settanta, sono entrati a far parte del Gruppo Barilla (Braibanti, Pavesi, Mulino Bianco, fra gli altri) è conservata nell’archivio storico Barilla, creato nel 1987 per iniziativa di Pietro Barilla, per raccogliere, conservare e valorizzare la documentazione storica aziendale, a partire dal 1877. Dopo che negli anni settanta il cospicuo archivio aziendale era andato disperso e in parte distrutto, è stato effettuato un capillare recupero di tutto il materiale possibile, cartaceo e non, entro e fuori l'azienda. Si trova nello storico stabilimento a Pedrignano, alle porte di Parma, nel fondo Barilla, costituito da circa 60.000 pezzi divisi per settore.